# Johan Christian Kall

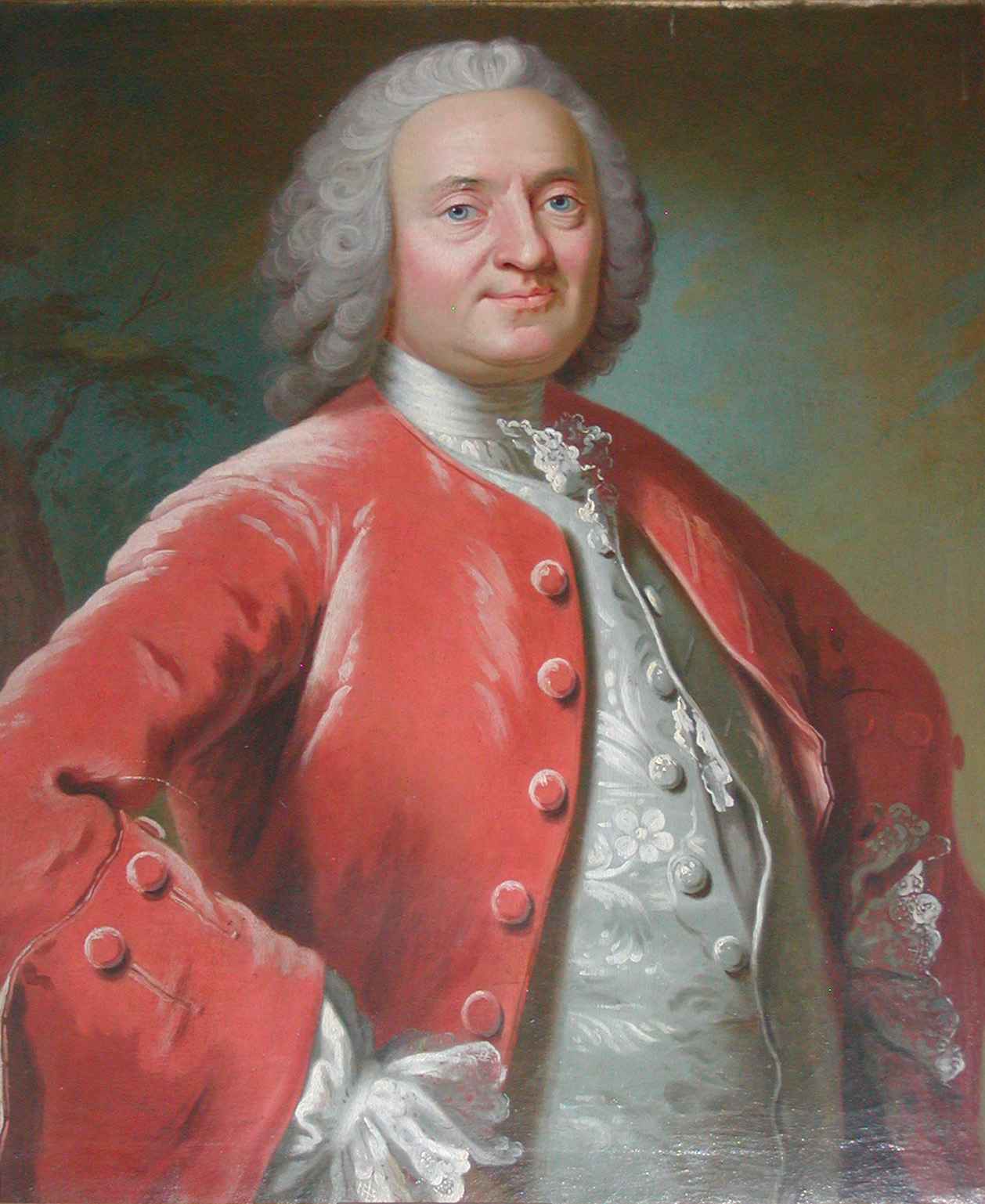
Portret Johana Christiana Kalla namalowany przez Johana Hörnera (ok. 1756-1758)

Johan Christian Kall (ur. w 1714, zm. w 1775) – duński naukowiec, orientalista.
Był profesorem-orientalistą na uniwersytecie, znawcą i badaczem języka hebrajskiego i arabskiego, a także filozofii żydowskiej i arabskiej.